# سیارک ۲۵۵۱۴
سیارک ۲۵۵۱۴ (به انگلیسی: 25514 Lisawu، نامگذاری:1999XJ99) بیست و پنج هزار و پانصد و چهاردهمین سیارک کشف شده‌است که در ۷ دسامبر ۱۹۹۹ کشف شد.
قدر مطلق سیارک برابر ۱۵.۵ است.